# Organi della chiesa di Saint-Germain-l'Auxerrois a Parigi

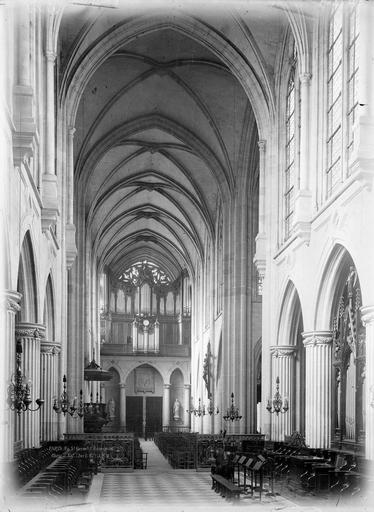
Interno della chiesa in una fotografia storica: sulla cantoria in controfacciata vi è l'organo maggiore, mentre sulla destra vi è l'organo del coro.

Gli organi della chiesa di Saint-Germain-l'Auxerrois a Parigi sono due strumenti storici:
- l'organo maggiore, situato sulla cantoria in controfacciata, proviene dalla Sainte-Chapelle per la quale fu costruito da François-Henri Clicquot nel 1771, e successivamente è stato più volte modificato; dispone di 34 registri su tre manuali e pedale ed è a trasmissione integralmente meccanica;[1]
- l'organo del coro, posto sotto la seconda arcata di sinistra del coro, è stato costruito da John Abbey nel 1838 e anch'esso è stato oggetto di modifiche successive; a trasmissione mista, ha 12 registri su due manuali e pedale.[2]

## Storia
Il primo organo della chiesa di Saint-Germain-l'Auxerrois venne costruito nella seconda metà del XV secolo; di modeste dimensioni, si trovava lungo una delle pareti laterali della navata maggiore, poggiante su una cantoria a nido di rondine. Fu restaurato radicalmente nel 1648 da Jean Bessart e, dopo l'installazione del grande organo in controfacciata (1791), se ne perse ogni traccia.
L'11 maggio 1787, due anni prima dell'inizio della Rivoluzione francese, il Conseil du Roi stabilì che la Sainte-Chapelle, situata all'interno del complesso dell'antico palazzo reale, sull'Île de la Cité, fosse chiusa al culto. Per la cappella palatina, nel 1771, era stato costruito un organo a canne da François-Henri Clicquot, con cassa lignea disegnata da Pierre-Noël
Rousset e realizzata tra il 1756 e il 1756; venne inaugurato il 25 marzo 1771 con un concerto di Bénigne Balbastre e Louis-Claude Daquin. Tale strumento, la cui cassa fu riadattata utilizzando parti degli organi della collegiata di Saint-Honoré (chiusa nel 1790 e successivamente demolita) e della cappella dell'École militaire, venne installato nella chiesa di Saint-Germain nel 1791. Aveva 36 registri su quattro manuali e pedale, per un totale di 2209 canne.
Nel corso del XIX secolo, l'organo subì una serie di interventi: la prima fu ad opera di Louis-Paul Dallery nel 1838, lo stesso anno in cui John Abbey costruì un secondo strumento per la chiesa per l'accompagnamento del canto durante le liturgie; tra il 1847 e il 1850 Pierre-Alexandre Ducroquet operò diverse modifiche, tra cui la riduzione dei manuali da quattro a tre, e la sostituzione di alcuni registri; nel 1864, Joseph Merklin installò la leva Barker, sostituì altri registri e reintonò il materiale fonico.
Durante il XX secolo, ambedue gli strumenti furono oggetto di modifiche: l'organo del coro da parte di Joseph Merklin (1900), poi della ditta Hermann (1961) e di Bernard Dargassies (1995); quello maggiore, invece, venne restaurato nel 1970-1980 da Adrien Maciet, che ripristinò i due registri Trompette 8' del Grand-Orgue di Clicquot, dei quali il primo era stato trasformato in Bombarde 16'. Nel 1995 smise di funzionare, fino al 2005, quando intervenne Michel Goussou; nel 2008, Laurent Plet, grazie ad un finanziamento della città di Parigi, effettuò un intervento di manutenzione straordinaria, con revisione dell'intonazione, lasciando tuttavia ai fondi l'impostazione romantica data da Merklin nel 1864.
La cassa dell'organo maggiore è stata dichiarata monumento storico di Francia nel 1862, mentre la parte strumentale lo è dal 15 giugno 1961.

## Organo maggiore

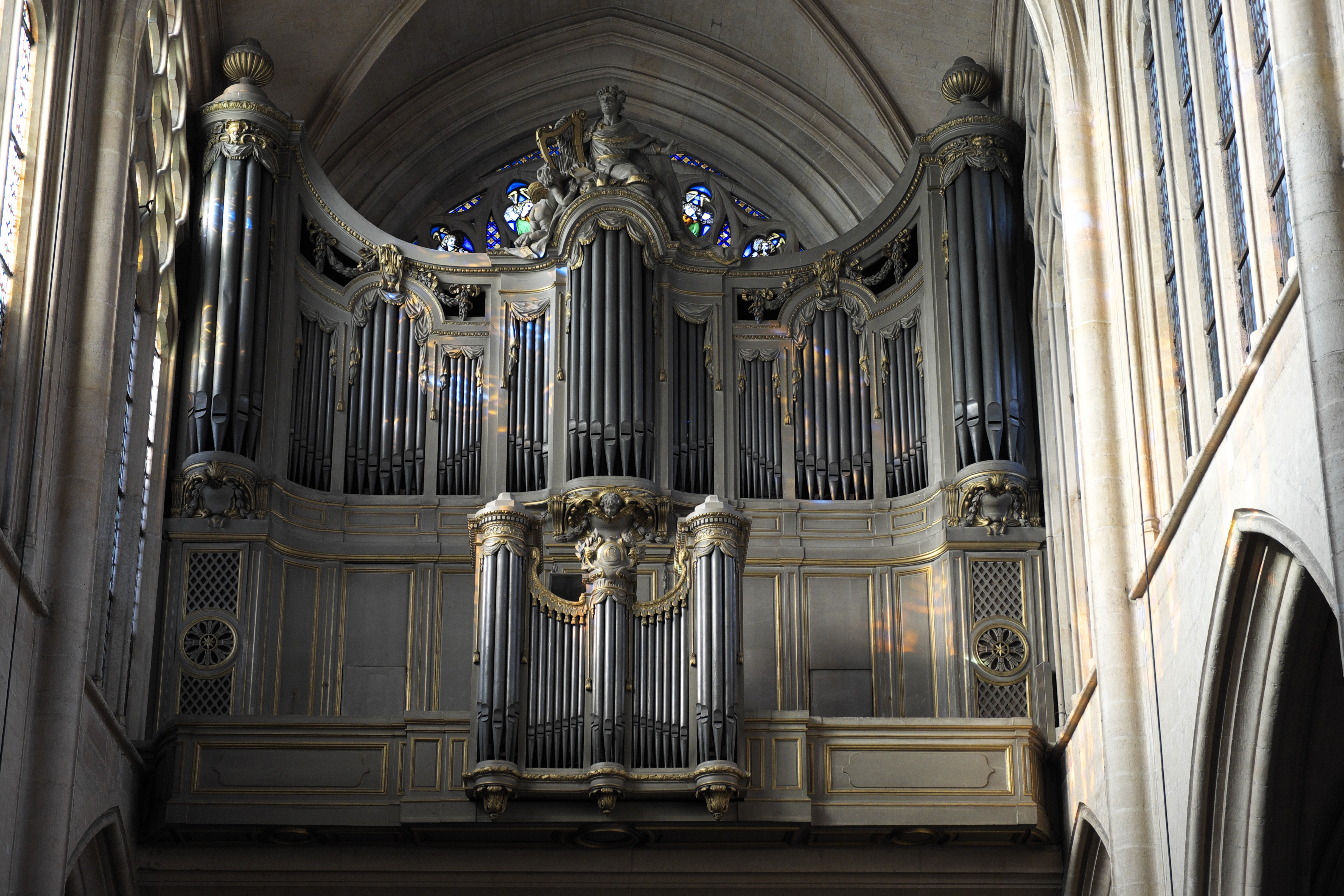
L'organo maggiore.

L'organo maggiore è situato sulla cantoria in controfacciata; essa, costruita su progetto di Claude Bacarit nel 1745 o 1754, presenta tre arcate a sesto acuto, delle quali la maggiore più larga, poggianti su quattro colonne, i cui capitelli sono decorati con festoni ad altorilievo.
Il materiale fonico è integralmente accolto all'interno della cassa lignea barocca, uno dei primi esempi dello stile Luigi XVI. Questa venne progettata da Pierre-Noël Rousset nel 1752 e realizzata tra il 1756 e il 1757. Leggermente concava, presenta ai lati due tourelles e, al centro, tre serliane, all'interno delle quali sono accolte le canne di mostra, con bocche a scudo; l'architettura è decorata con drappeggi e festoni e, al di sopra della serliana centrale, la statua del Re David. Il corpo tergale venne aggiunto nel 1771; lo schema di ripartizione delle canne di mostra è quello classico, con tre tourelles, delle quali la centrale più bassa.
La consolle è a finestra e risale all'intervento di Joseph Merklin del 1864; essa dispone di tre tastiere di 54 note ciascuno (Do1-Fa5) e pedaliera dritta di 27 note (Do1-Re3); i registri sono azionati da pomelli ad estrazione, posti su più colonne verticali ai lati dei manuali. Il sistema di trasmissione è integralmente meccanico.
La disposizione fonica è la seguente:
| I - Grand Orgue  |     |
| Bourdon          | 16' |
| Montre           | 8'  |
| Bourdon          | 8'  |
| Flûte harmonique | 8'  |
| Prestant         | 4'  |
| Gambe            | 8'  |
| Salicional       | 8'  |
| Plein-jeu        | IV  |
| Cornet           | V   |
| 1ere Trompette   | 8'  |
| 2e Trompette     | 8'  |
| Clairon          | 4'  |

| II - Positif de dos |        |
| Flûte               | 8'     |
| Bourdon             | 8'     |
| Prestant            | 4'     |
| Nazard              | 2.2/3' |
| Doublette           | 2'     |
| Tierce              | 1.3/5' |
| Fourniture          | III    |
| Cymbale             | II     |
| Cromorne            | 8'     |
| Trompette           | 8'     |
| Clairon             | 4'     |

| III - Récit expressif |    |
| Bourdon               | 8' |
| Flûte                 | 8' |
| Gambe                 | 8' |
| Voix céleste          | 8' |
| Hautbois              | 8' |
| Voix humaine          | 8' |
| Trémolo               |    |

| Pedale      |     |
| Flûte       | 16' |
| Flûte       | 8'  |
| Violoncelle | 8'  |
| Bombarde    | 16' |
| Trompette   | 8'  |

## Organo del coro

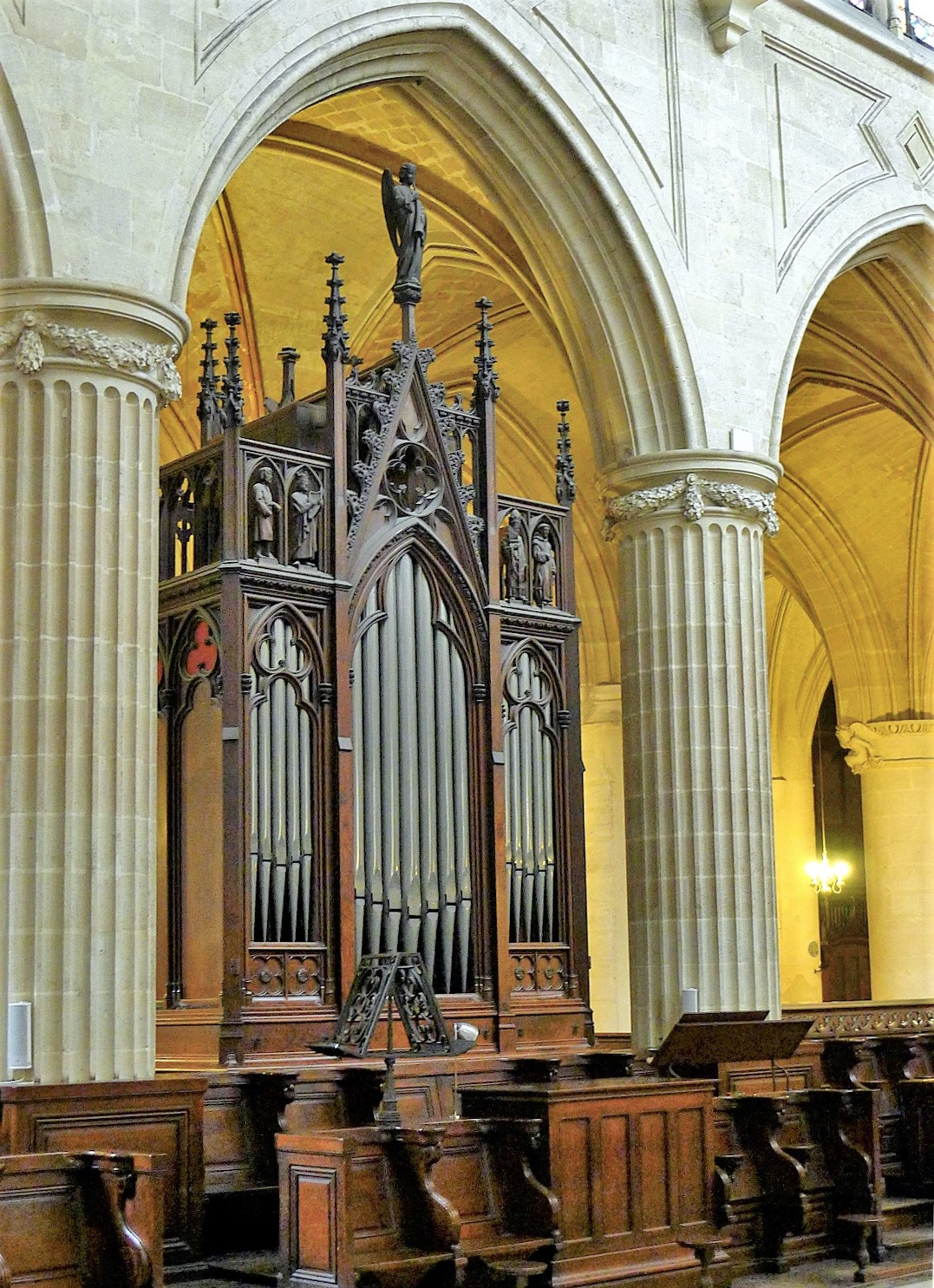
L'organo del coro.

L'organo del coro si trova al di sotto della seconda arcata di sinistra del coro.
Lo strumento si articola in un unico corpo, e l'intero materiale fonico è alloggiato all'interno di una cassa lignea in stile neogotico, riccamente decorata con rilievi architettonici e guglie. La mostra è inserita all'interno di tre monofore ogivali, delle quali la centrale è più ampia e sormontata da una slanciata ghimberga, con alla sommità la statua di un Angelo musicante; le canne di facciata hanno le bocche a mitria.
La consolle, fissa, è posta tra gli stalli del coro, davanti alla parete anteriore della cassa; essa dispone di due manuali di 54 note ciascuno (Do1-Fa5) e pedaliera dritta di 27 note (Do1-Re3). La trasmissione è mista: meccanica per i manuali e i registri ed elettrica per il pedale.
Di seguito la disposizione fonica attuale:
| I - Grand-Orgue |    |
| Montre          | 8' |
| Bourdon         | 8' |
| Prestant        | 4' |
| Doublette       | 2' |
| Plein jeu       | V  |
| Trompette       | 8' |

| II - Récit expressif |        |
| Flûte harmonique     | 8'     |
| Flûte octaviante     | 4'     |
| Nasard               | 2.2/3' |
| Octavin              | 2'     |
| Tierce               | 1.3/5' |
| Tremblant            |        |

| Pédale   |     |
| Soubasse | 16' |

La disposizione originale, invece, era la seguente:
| I - Grand-Orgue |     |
| Montre          | 8'  |
| Bourdon         | 8'  |
| Prestant        | 4'  |
| Doublette       | 2'  |
| Sesquialtera    | II  |
| Plein-jeu       | III |

| II - Récit expressif |        |
| Bourdon              | 8'     |
| Principal            | 4'     |
| Quarte               | 2'     |
| Larigot              | 1.1/3' |
| Sifflet              | 1'     |
| Tremblant            |        |

| Pédale   |     |
| Soubasse | 16' |